# 홀리 웨스턴
홀리 웨스턴(Holly Weston, 1985년 8월 30일 ~ )은 잉글랜드의 배우이다.